# جرج لاوو
جرج لاوو (انگلیسی: George LaVoo؛ زادهٔ) کارگردان فیلم، فیلم‌نامه‌نویس و تهیه‌کننده فیلم اهل ایالات متحده آمریکا است.
از فیلم‌هایی که وی در آن‌ها نقش داشته‌است، می‌توان به میمون خونخوار اشاره نمود.